# 圣洛朗迪瓦尔
圣洛朗迪瓦尔（法語：Saint-Laurent-du-Var，法語發音：[sɛ̃ loʁɑ̃ dy vaʁ]）是法國普罗旺斯-阿尔卑斯-蓝色海岸大区滨海阿尔卑斯省的一个市镇，位於法國東南部，地中海沿岸，戛纳和摩納哥之間，尼斯近郊。港口至海岸是步行街，市區位於山地和海洋之間，市內有蔚藍海岸區域內最大的購物中心和工業區。瓦尔河畔圣洛朗的遊艇港的規模在蔚藍海岸中屈指可數。

## 历史
其歷史可追溯至11世紀這裡修建了對旅行者的圣洛朗療養院，都市也因此逐漸發展。

## 地理
圣洛朗迪瓦尔（43°40'24"N, 7°11'24"E）面积10.11 平方千米，位于法国普罗旺斯-阿尔卑斯-蓝色海岸大区滨海阿尔卑斯省，该省份为法国东南部沿海省份，南濒地中海，西南至瓦尔省，西北接上普罗旺斯阿尔卑斯省，北部和东部与意大利接壤。
与圣洛朗迪瓦尔接壤的市镇（或旧市镇、城区）包括：滨海卡涅、拉戈德、尼斯。
圣洛朗迪瓦尔的时区为UTC+01:00、UTC+02:00（夏令时）。

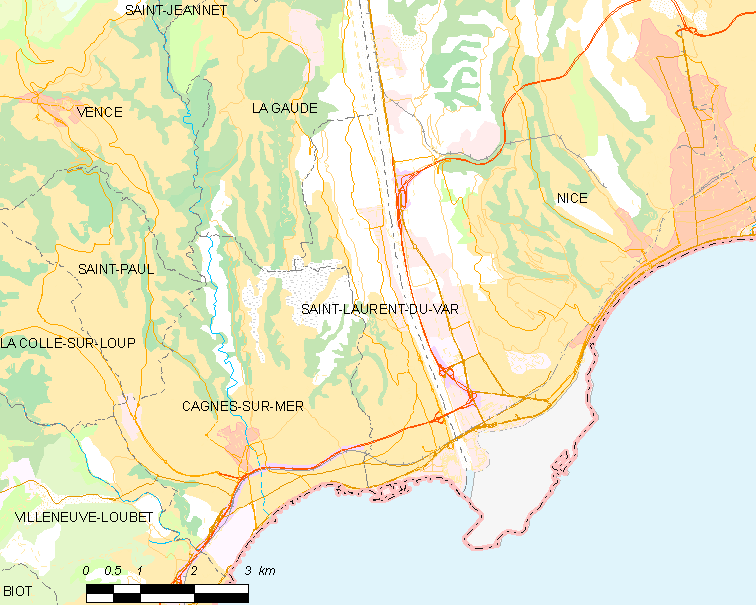
圣洛朗迪瓦尔的OSM定位图

## 行政
圣洛朗迪瓦尔的邮政编码为06700，INSEE市镇编码为06123。

## 政治
圣洛朗迪瓦尔所属的省级选区为滨海卡涅第二县。

## 人口
圣洛朗迪瓦尔在今日取得了巨大的發展，人口在上個世紀內增加了十倍。圣洛朗迪瓦尔于2022年1月1日时的人口数量为31645人。

1962-2008年间圣洛朗迪瓦尔人口变化图示

## 友好城市
- 德国 莱希河畔兰茨贝格
- 德国 瓦尔德海姆
- 匈牙利 希歐福克

## 外部連結
- Official website of St.Laurent du Var（页面存档备份，存于）
- CAP 3000 website (in French)（页面存档备份，存于）